# Municipalità distrettuale di Overberg
La municipalità distrettuale di Overberg (in inglese Overberg District Municipality) è un distretto della provincia del Capo Occidentale  e il suo codice di distretto è DC03.
La sede amministrativa e legislativa è la città di Bredasdorp e il suo territorio si estende su una superficie di 11 391 km² ed in base al censimento del 2001 la sua popolazione è di 203.519 abitanti.

## Geografia fisica

### Confini
La municipalità distrettuale di Overberg confina a nord con quella di Cape Winelands, a est con quella di Eden a sud con l'Oceano Indiano e a ovest con il municipio metropolitano di Città del Capo.

### Suddivisione amministrativa
Il distretto è suddiviso in 4 municipalità locali:
- Theewaterskloof
- Overstrand
- Cape Agulhas
- Swellendam

## Galleria d'immagini

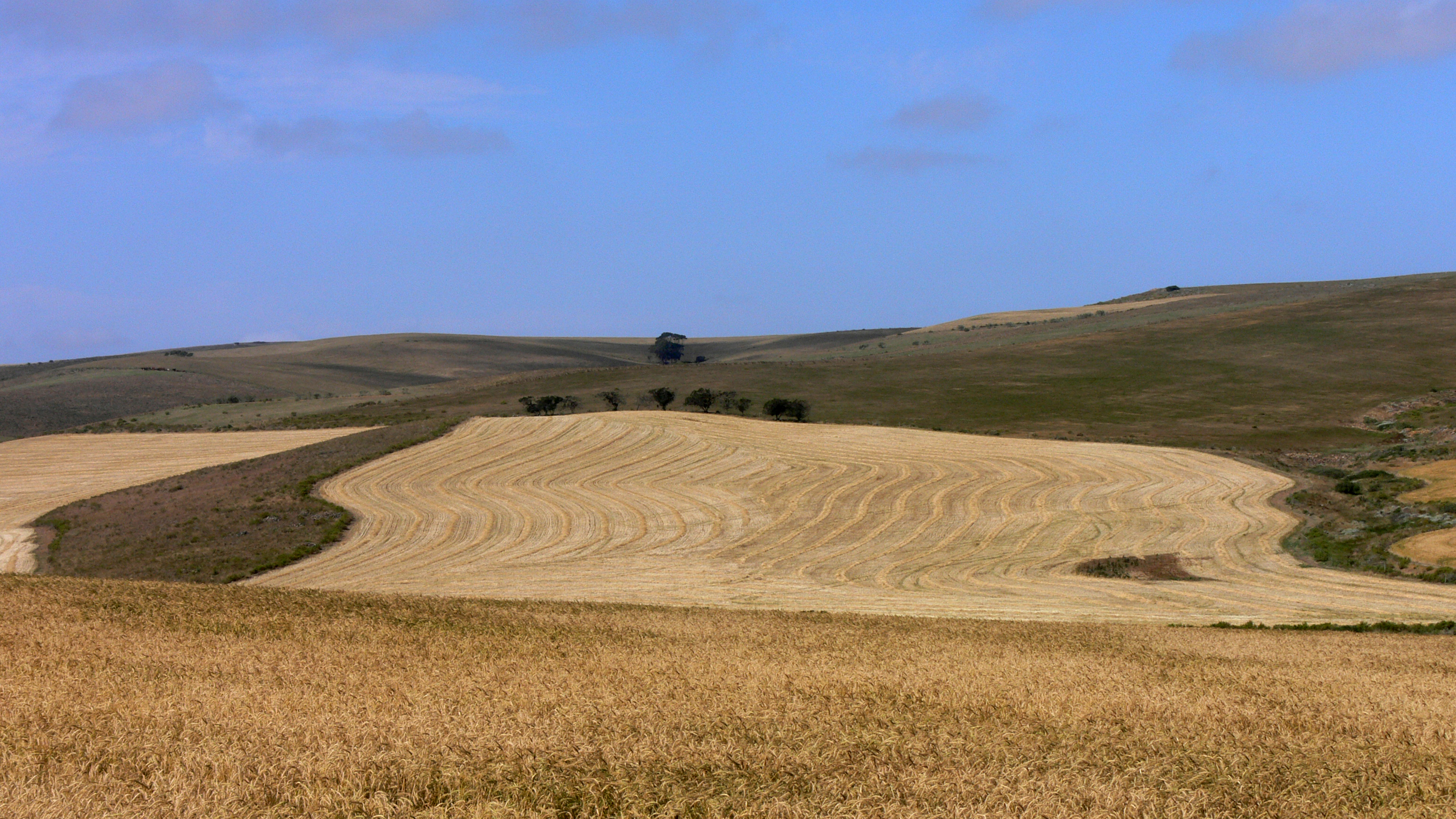
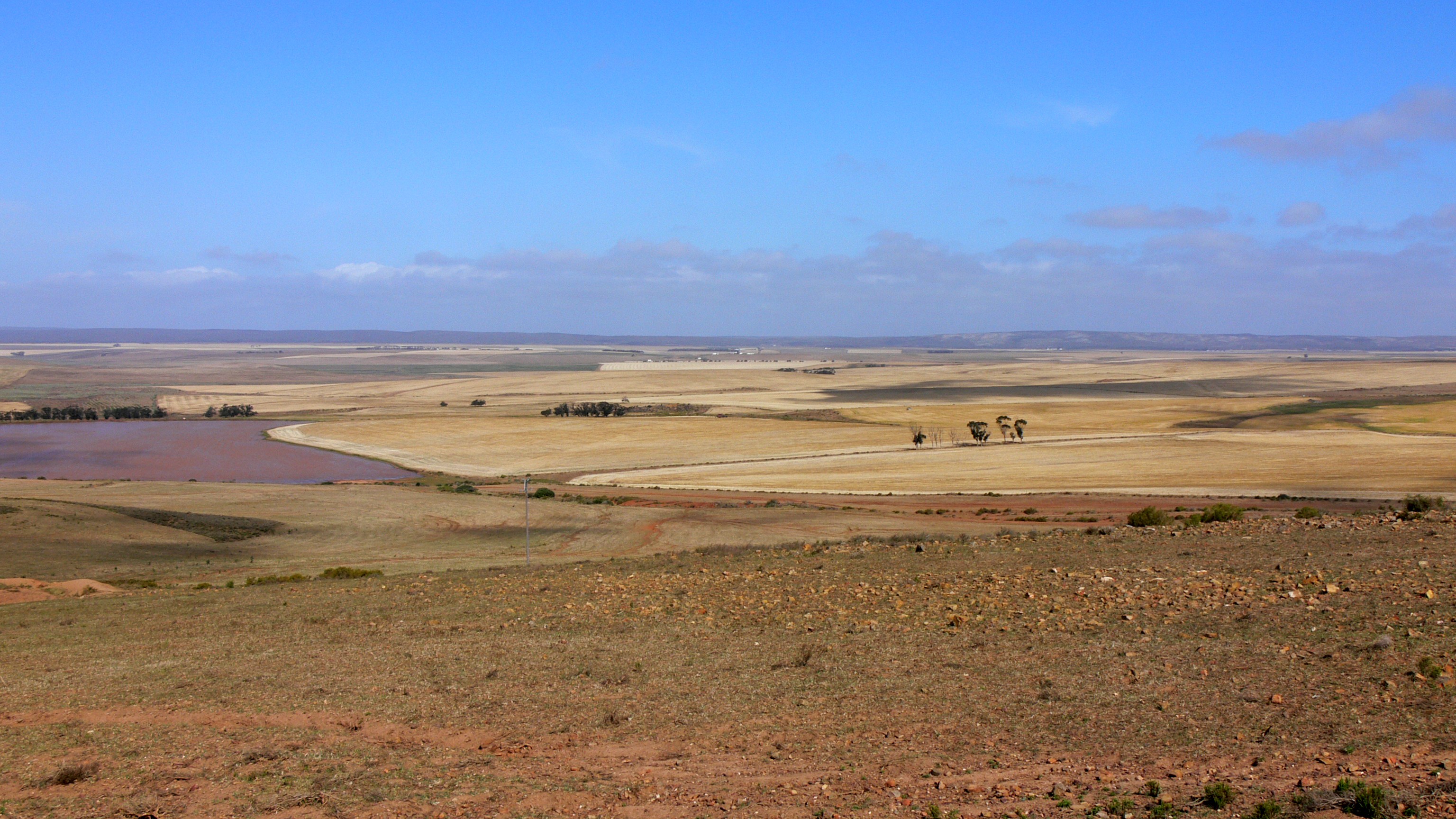
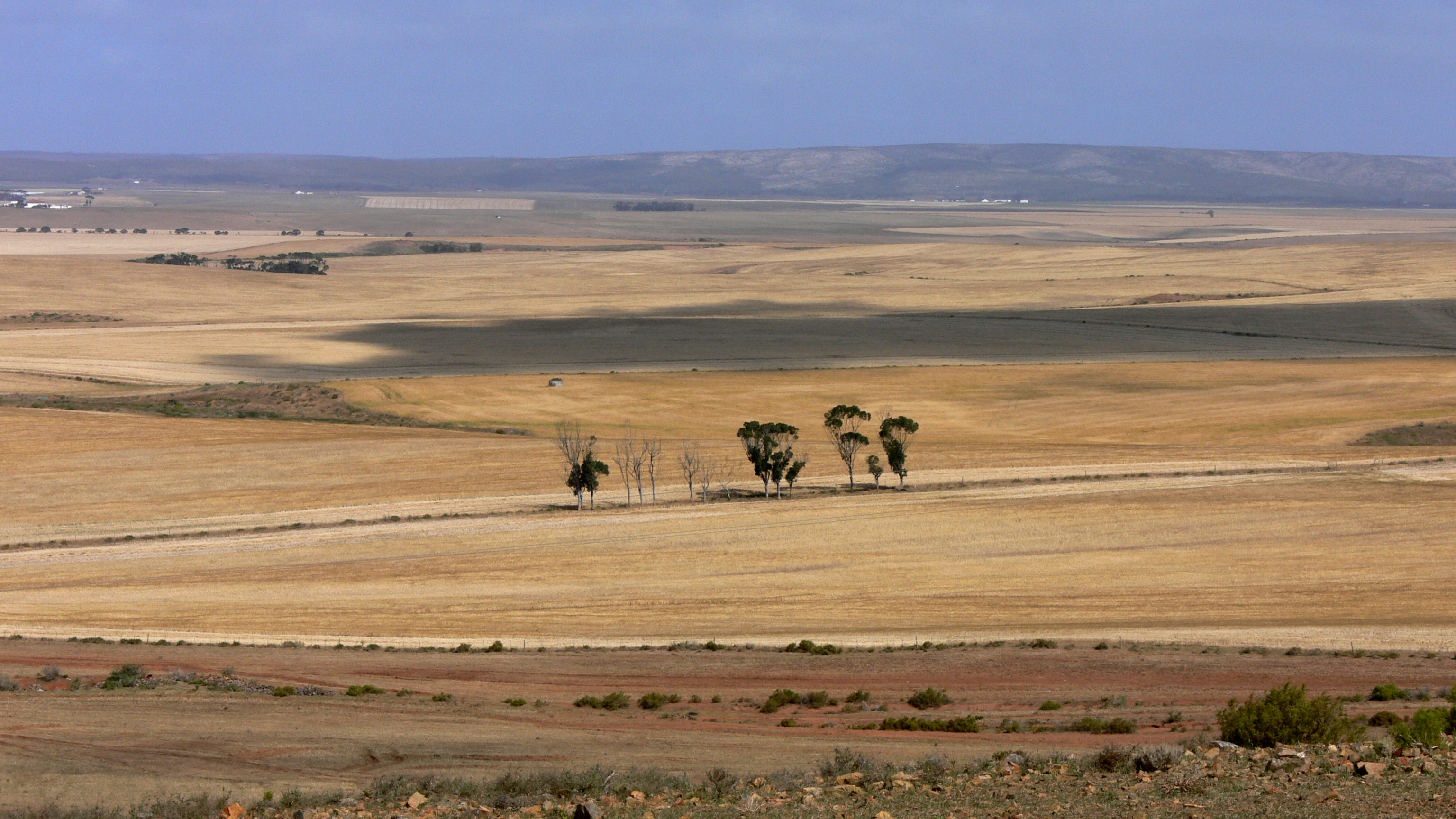
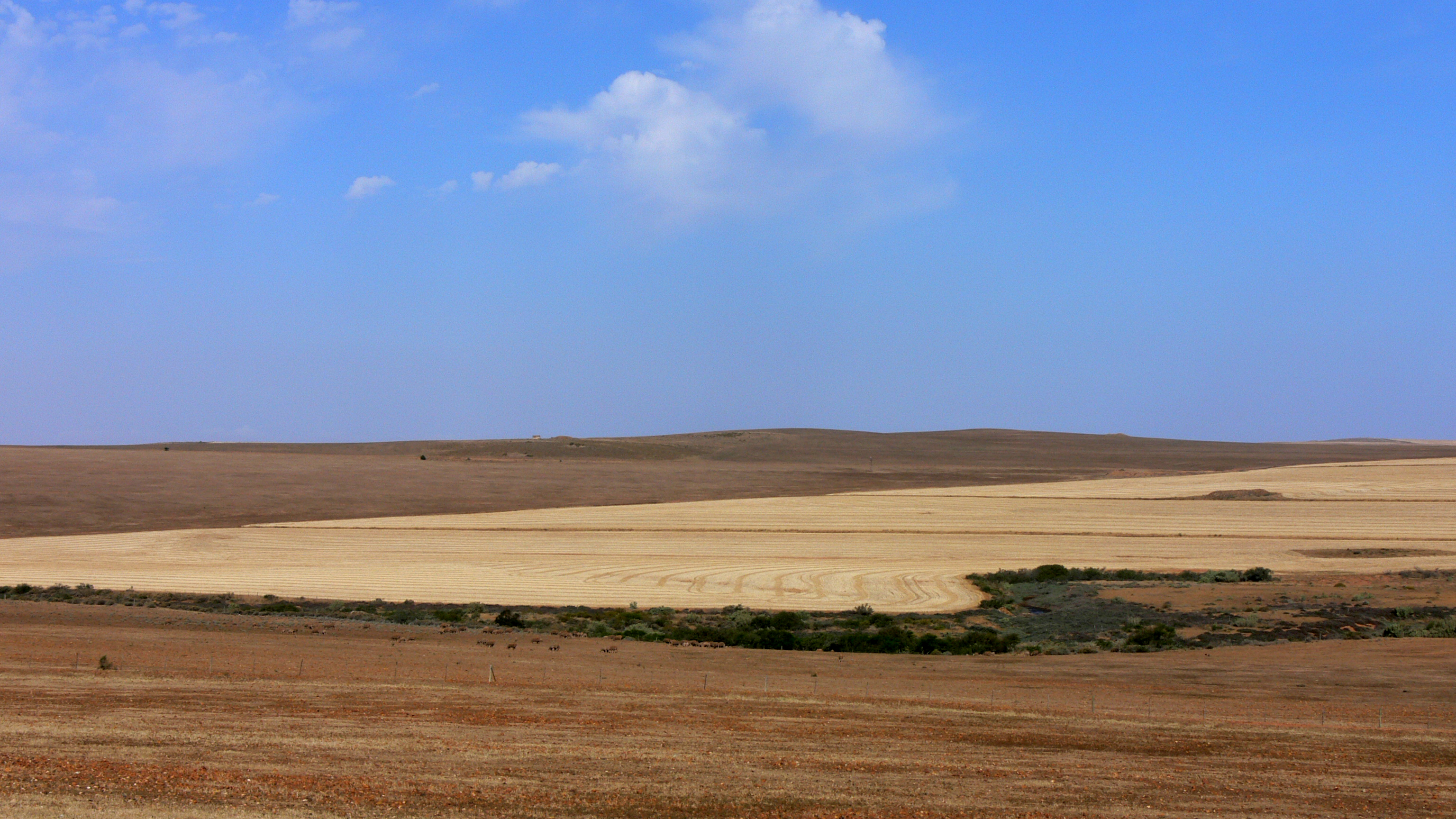